# Kungs-Barkarö
Kungs-Barkarö är kyrkbyn i Kungs-Barkarö socken, Kungsörs kommun i Västmanland.
Orten ligger två kilometer nordväst om Kungsör och invid länsväg 250 och här finns Kungs-Barkarö kyrka.